# 72 (tal)
72 (tooghalvfjerds, på checks også syvtito) er det naturlige tal som kommer efter 71 og efterfølges af 73.

## Inden for videnskab
- 72 Feronia, asteroide
- M72, kuglehob i Vandmanden, Messiers katalog

## Eksterne links
- Wikimedia Commons har flere filer relateret til 72 (tal)